# Dicranomyia novaeguineae
Dicranomyia novaeguineae är en tvåvingeart. Dicranomyia novaeguineae ingår i släktet Dicranomyia och familjen småharkrankar.

## Underarter
Arten delas in i följande underarter:
- D. n. novaeguineae
- D. n. yorkensis